# Kegalle
Pour l’article homonyme, voir Kegalle (district).
Kegalle (en singhalais : කෑගල්ල ; en tamoul : கேகாலை) est une ville du Sri Lanka. C'est la capitale du district de Kegalle.